# Mercedes-Benz třídy R
Mercedes-Benz třídy R (interní označení W251) je crossover, který od roku 2006 vyráběla německá automobilka Mercedes-Benz. Automobil je na pomezí mezi středními MPV a automobily kombi z vyšší střední třídy. Vůz má karoserii pětidveřového kombi a je šestimístný.
Poprvé byl představen na Detroitském autosalonu v roce 2001 jako koncept Vision GST. Sériová podoba byla představena v New Yorku v roce 2005. V letech 2007 a 2010 prošel model faceliftem.
Automobil se vyráběl v mexickém hlavní městě Mexico City a v americké Tuscaloose ve státě Alabama. Vůz má motor vpředu a pohon zadních nebo všech kol.
V roce 2006 byl představen sportovní model od společnosti AMG. Osmiválec o objemu 6,2 litru dosahuje výkonu 503 koní (375 kW). Maximální rychlost je omezena na 250 km/h.

## Motory
- 3.0L V6
- 3.5L V6
- 5.0L V8
- 5.5L V8
- 6.2L V8

## Rozměry
- Rozvor – 2980 nebo 3215 mm
- Délka – 5,173 mm (modely r.v. 2011–); 5,157 mm (r.v. 2006–2010)
- Šířka – 1922 mm (do roku 2008), 1958 mm
- Výška – 1661 mm